# Vladimír Laštůvka
Vladimír Laštůvka (8. června 1943 Strážnice – 27. září 2018) byl český politik, za normalizace politicky pronásledován, aktivní v disentu a signatář Charty 77, v 90. letech 20. století poslanec České národní rady za Občanské fórum a Občanské hnutí, do roku 2006 poslanec Poslanecké sněmovny za ČSSD.

## Biografie
Vystudoval jadernou fyziku na ČVUT, ale v oboru působil jen do roku 1977, kdy ho komunistický režim za podvracení republiky odsoudil na tři roky vězení. Byl signatářem Charty 77. Po návratu z výkonu trestu pracoval v manuálních profesích jako topič, betonář nebo opravář lékařské elektroniky. Se svou ženou měl tři syny. Do roku 1989 nebyl členem politické strany.
V únoru 1990 se stal poslancem České národní rady v rámci procesu kooptací do ČNR. Mandát pak krátce poté obhájil v řádných volbách v roce 1990 za Občanské fórum. Po rozkladu Občanského fóra přešel do Občanského hnutí.
Opětovně se do parlamentní politiky vrátil ve volbách v roce 1996, kdy byl zvolen do poslanecké sněmovny za ČSSD (volební obvod Severočeský kraj). Mandát obhájil ve volbách v roce 1998 a volbách v roce 2002. Ve sněmovně setrval do voleb v roce 2006. V letech 1996–1998 byl členem sněmovního výboru pro veřejnou správu, regionální rozvoj a životní prostředí. V letech 1996–2006 zasedal v zahraničním výboru sněmovny (z toho v letech 2002–2006 jako jeho předseda). V letech 1998–2002 byl členem výboru organizačního a místopředsedou výboru pro evropskou integraci, v němž jako řadový člen zasedal v letech 2002–2004.
Od května do července 2004 byl kooptovaným poslancem Evropského parlamentu.
V komunálních volbách roku 2006 neúspěšně kandidoval do zastupitelstva města Děčín za ČSSD. Profesně se uváděl jako senior-konzultant.
Zemřel dne 27. září 2018 ve věku 75 let.